# Крнич, Сара
Сара Крнич (серб. Сара Крњић, род. 15 июля 1991 года в Нови-Сад, СФРЮ) — сербская профессиональная баскетболистка, выступает на позиции центрового за венгерский баскетбольный клуб «Агро Уни Дьёр». Участница чемпионата Европы по баскетболу среди женщин 2019 года в составе сборной Сербии.

## Профессиональная карьера

### Клубная
Крнич начала выступать на профессиональном уровне в Сербии за команду «Войводина» с 2006 года. C 2008 года выступала за венгерский клуб «Печ». В 2011 году подала заявку для участия в драфте ЖНБА, была выбрана под общим 35-м номером командой «Вашингтон Мистикс». С 2011 по 2017 годы выступала за ещё один венгерский клуб «Шопрон».

### Международная
В составе юношеской команды Сербии (U-16) завоевала золотую медаль на чемпионате Европы 2007 года. В составе главной команды завоевала золотые медали чемпионата Европы 2015 года в Будапеште. Стала бронзовым призёром Олимпиады 2016 года в Рио-де-Жанейро, что стало первым успехом сборной Сербии на Олимпиаде.